# Psychoda guamensis
Psychoda guamensis är en tvåvingeart som beskrevs av Quate 1959. Psychoda guamensis ingår i släktet Psychoda och familjen fjärilsmyggor. Inga underarter finns listade i Catalogue of Life.